# Aleksandr Pavlovič Lenskij
Aleksandr Pavlovič Lenskij, pseudonimo di Aleksandr Pavlovič Verviciotti (Chișinău, 13 ottobre 1847 – Mosca, 26 ottobre 1908), è stato un attore, regista teatrale e docente russo.

## Biografia

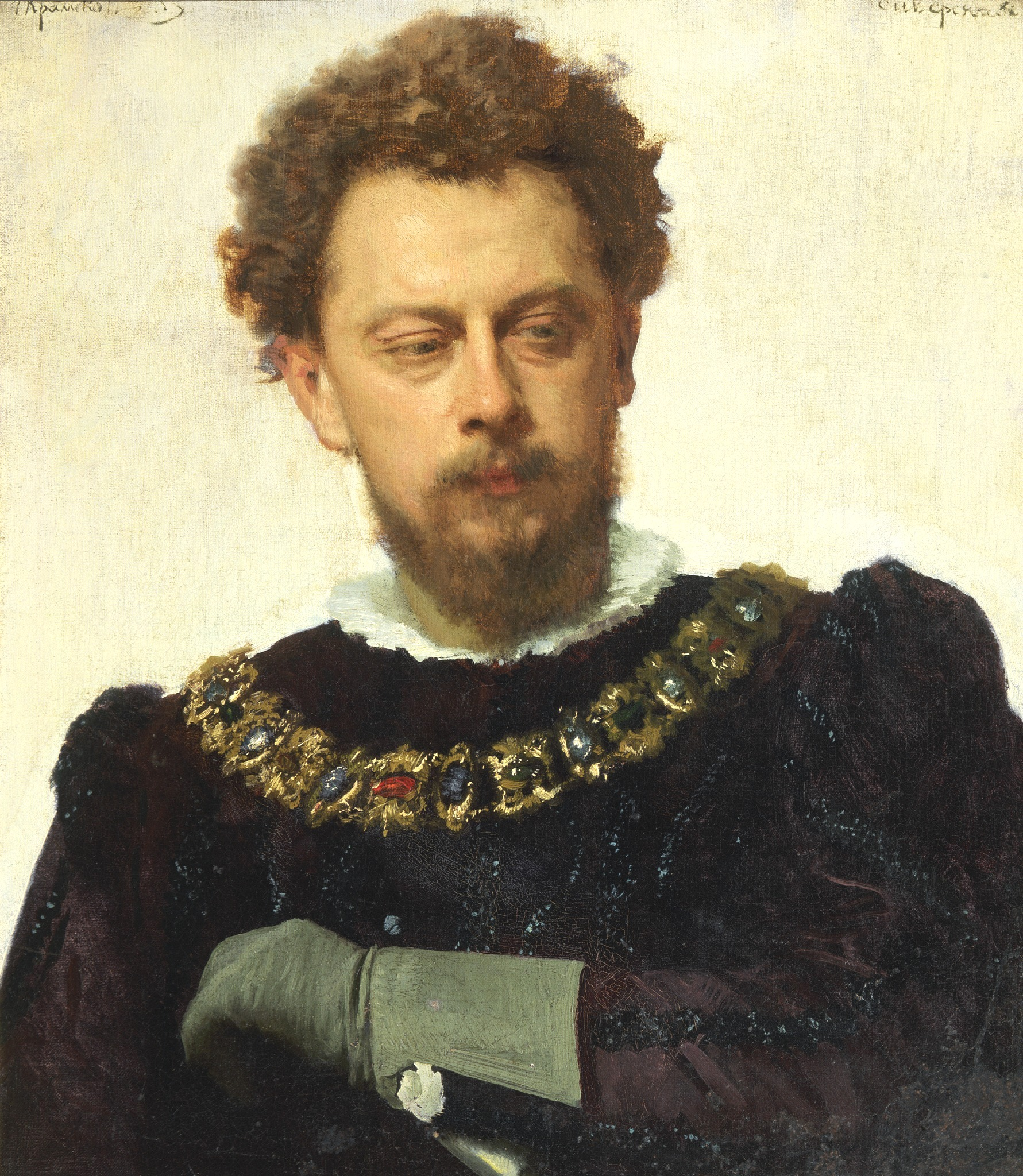
Lenskij nel ruolo di Petruccio ne La bisbetica domata di Shakespeare, ritratto di Ivan Nikolaevič Kramskoj, 1883

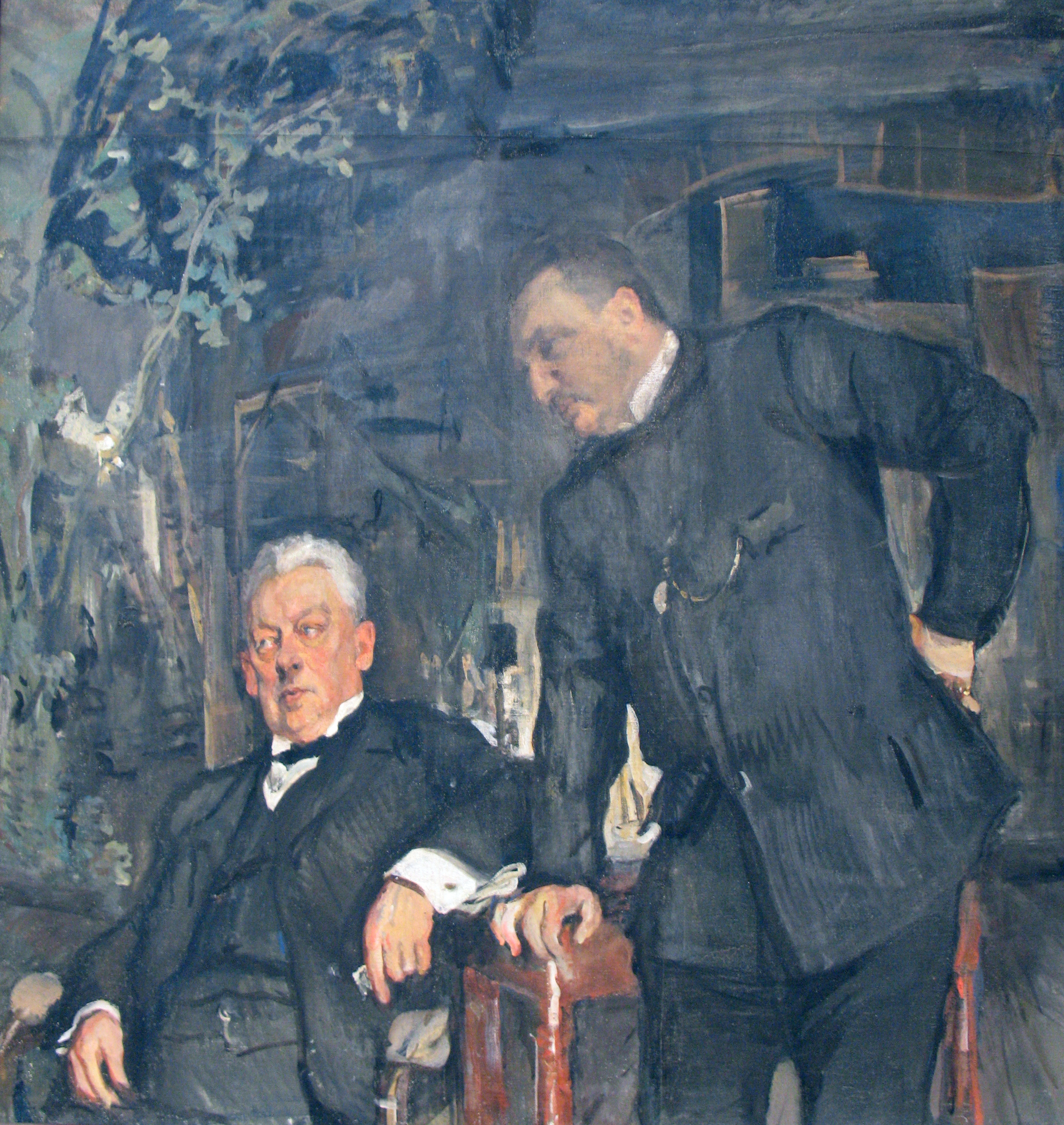
Ritratto di Lensky e Alexander Yuzhin, 1908, eseguito da Valentin Aleksandrovič Serov

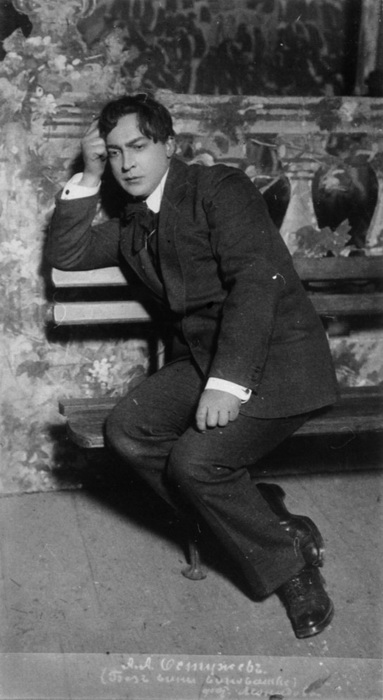
Colpevoli senza colpa, di A. N. Ostrovsky, regista Lensky, 1908

### Nascita e inizi
Aleksandr Pavlovič Lenskij nacque a Chișinău il 13 ottobre 1847, figlio illegittimo del principe P. I. Gagarin e della cantante italiana O. Verviciotti.
Dopo la morte dei suoi genitori, dal 1858 Lensky visse nella famiglia dell'attore del Teatro Malyj, K. N. Poltavtsev, sposato con la sua sorellastra.
La partecipazione frequente come spettatore al Teatro Malyj, la recitazione in spettacoli amatoriali contribuirono alla passione di Lensky per il teatro.
Ha fatto il suo debutto sul palcoscenico di Vladimir (1865) sotto la direzione di A. M. Chita-Ogareva, recitando prevalentemente in provincia fino al 1876.
Dal 1876 fino alla fine della sua vita Lensky lavorò nel Teatro Malyj moscovita, tranne una parentesi dal 1882 al 1884 al Teatro Alexandrinsky.

### Caratteristiche come attore e regista
Diede un contributo importante per lo sviluppo del realismo nel teatro russo,
affermando che il teatro, capace di rivelare il mondo interiore di una persona ed il suo rapporto con la realtà, dovesse essere basato sulla riproduzione artistica della vita reale.
Interprete preparato e sensibile, conoscendo magistralmente l'arte della mimica e del trucco, si impegnò per la versatilità realistica e la precisione storica della caratterizzazione del personaggio, che nelle sue interpretazioni si distinse per il fascino, il sottile umorismo e la grazia, suscitando i consensi di Stanislavskij per le sue doti espressive.
Le interpretazioni drammatiche di Lensky spesso esprimevano il tema della lotta per la felicità del popolo, condannavano la violenza, affermavano il valore e la dignità dell'uomo, l'inutilità sociale e la degenerazione delle classi dominanti.
Cercò di riformare il teatro russo, dando una priorità all'alta cultura e all'educazione teatrale, curando l'ispirazione creativa, l'alta scena tecnica e l'arte della recitazione.
Come regista si mise in evidenza per la cura della scenografia, con la sostituzione delle parapettate con spaccati e angoli d'interni, eliminando così le quinte; inoltre introdusse l'uso del girevole sul palcoscenico.
Tra i suoi ruoli migliori come attore sono comprese numerose opere di William Shakespeare, di Aleksandr Nikolaevič Ostrovskij, di Vladimir Ivanovič Nemirovič-Dančenko e di Schiller.
Fu uno dei fondatori del Novyj Teatr a Mosca dal 1898 al 1903, filiale del Malyj, con il quale rappresentò opere di Gogol (L'ispettore generale, 1898), di Ostrovsky (Kozma Zakharich Minin-Sukhoruk, 1899, La fanciulla di neve, 1900), di Shakespeare (Sogno di una notte di mezza estate, 1899).

### Insegnamento, i problemi, la morte
Ha insegnato nei corsi di recitazione della Scuola teatrale di Mosca, dal 1888.  Tra i suoi studenti ci sono V. N. Pashennaya, A. A. Ostuzhev e altri.
I problemi e le incomprensioni con la direzione, le restrizioni della censura convinsero Lensky, poco prima della sua morte, di abbandonare il Teatro Malyj.
Scrisse numerosi saggi sulla tecnica registica e sull'arte della recitazione, che interessarono e influenzarono il Mejerchol'd.
Aleksandr Pavlovič Lenskij morì a Mosca il 26 ottobre 1908.

## Attore: ruoli principali
- 1869 e 1877 - Molto rumore per nulla di Shakespeare, Benedetto;
- 1870 e 1876 - La bisbetica domata di Shakespeare, Petruccio;
- 1871 e 1876 - Guai da spirito di A. S. Griboyedov, Chatsky;
- 1871 e 1877 - Amleto di Shakespeare, Amleto;
- 1876 - Riccardo III di Shakespeare, Riccardo III;
- 1876 - Don Giovanni o Il convitato di pietra di Molière, Don Giovanni;
- 1877 - Il mercante di Venezia di Shakespeare, Bassanio;
- 1877 - L'ultimo sacrificio di A. N. Ostrovsky, Dulchin;
- 1879 - Otello di Shakespeare, Otello;
- 1879 - Il nostro amico Neklyuzhev A.I. Palma, Neklyuzhev;
- 1881 - Talenti e ammiratori di A. N. Ostrovsky, Velikatov;
- 1884 - Il Tartuffo di Moliere, Tartufo;
- 1887 - Antonio e Cleopatra di Shakespeare, Enobarb;
- 1893 - I lupi e le pecore di A. N. Ostrovsky, Lynyaev;
- 1894 - Don Carlos di F. Schiller, Philip II;
- 1899 - Tramonto di A. I. Sumbatov, principe di Dubetskaya;
- 1903 - Tradimento di A. I. Sumbatov, Ananias Glah;
- 1905 - La rete di A. I. Sumbatov, Svetintsev;
- 1906 - I pretendenti al trono di G. Ibsen, vescovo Nicolae.

## Regista: Novyj Teatr
- 3 settembre 1898,  Il Revisore di N. V. Gogol;
- 8 settembre 1898, Foresta di A. N. Ostrovsky;
- ? Settembre 1898, Lotta delle farfalle di G. Suderman;
- 27 ottobre 1898, Talenti e ammiratori di A. N. Ostrovsky;
- 5 novembre 1898. Felicità in un angolo di G. Suderman;
- 24 novembre 1898, Vasilísa Melént'eva di A. N. Ostrovsky e S. A. Gedeonov;
- 27 dicembre 1898, Il barbiere di Siviglia di Beaumarchais;
- 16 febbraio 1899, Le nozze di Figaro di Beaumarchais;
- 31 agosto 1899, Kozma Zakharich Minin-Sukhoruk di A. N. Ostrovsky;
- 5 ottobre 1899, Sogno di una notte di mezza estate di Shakespeare;
- 7 dicembre 1899, I giocatori di N. V. Gogol;
- 18 ottobre 1900, Romeo e Giulietta di W. Shakespeare;
- 18 ottobre 1901, Fato amaro A. F. Pisemsky;
- 28 gennaio 1901, Coriolano di Shakespeare;
- 30 settembre 1902, Rublo di A. F. Fedotov.